# Manifiesto del Negro-Mauritano oprimido
El Manifiesto del Negro-Mauritano oprimido es un manifiesto ilegal, difundido en Mauritania en abril de 1986 con ocasión de la cumbre de la OEA por un grupo de intelectuales negros del Frente de Liberación de los Africanos en Mauritania (FLAM) creado en 1983 y defensor de la lucha armada, analizando y denunciando el proceso de consolidación del estado mauritano entre 1966 y 1986 con un cada vez mayor poder político, económico y social de los árabes-bereberes en detrimento de los negros-africanos de Mauritania.

## El documento
El título completo del documento es: Manifiesto del Negro Mauritano oprimido. Febrero 1966-abril 1986. De la guerra civil a la lucha de liberación nacional y constaba de 55 páginas recogiendo las múltiples situaciones de injusticia que según el manifiesto sufrían los negro-africanos de Mauritania desde la independencia del país.
El manifiesto hacía un llamamiento a la construcción de una sociedad no racial y democrática y fundada en el respeto de las diversas identidades y proponía la organización de un debate nacional para que todos quienes forman parte del pueblo mauritano se pronunciaran sobre la solución a aportar a la cuestión nacional.

## Reacción del régimen: dentenciones y juicios
Como reacción al documento el presidente Maaouya Ould Sid'Ahmed Taya ordenó la detención de 33 dirigentes e intelectuales negro mauritanos que denunciaron torturas físicas y morales. 21 de ellos fueron condenados a duras penas de cárcel bajo la acusación de alta traición y complot contra la seguridad del estado.
En octubre de 1987, tras ser detenidos oficiales y suboficiales negro-africanos por tentativa de golpe de Estado, fueron juzgados y considerados culpables. De los 35 militares juzgados el 18 de noviembre de 1987 fueron condenados a pena de muerte tres oficiales, los lugartenientes Saydou SY, Amadou Saar y Seydi Ba, y ejecutados el 6 de diciembre de 1987 en Jreida.
El 9 de diciembre de 1987 dirigentes y militantes del FLAM en prisión desde septiembre de 1986 fueron trasladados a la prisión de Walata, una de las más duras del país.

## Contexto histórico y precedentes
Los investigadores sitúan el inicio del conflicto en el proceso de arabización del estado mauritano con el predominio del árabe clásico y el francés en detrimento de las lenguas vernáculas orales (hassanía, pulaar, wólof, soninké).  
Cuando en 1966 se realizó una primera reforma educativa generalizando el árabe en primer y segundo ciclo escolar estallaron las primeras protestas que denunciaban el "racismo" del régimen mauritano y su intención de imponer el árabe en detrimento de las lenguas de las tribus negras. Para calmar las tensiones, el presidente Daddah reafirmó la importancia del bilingüismo pero una revisión de la constitución en 1978 convirtió el árabe en lengua oficial. En 1980 tras nuevos conflictos interétnicos el Comité Militar de Salud Nacional suavizó la ley: el árabe continuó siendo lengua oficial pero el  pulaar, wólof, soninké se reconocieron como "lenguas nacionales". La línea arabizante continuó imponiéndose para los estudiantes moros pero los negro-africanos podían optar por una línea denominada "bilingüe", origen según algunos investigadores como Catherine Taine-Cheikh de una escisión de la juventud. En los años 80 los puestos importantes del estado fueron ocupados por las tribus moras mientras que la población negro-africana quedó marginada.

### Manifiesto de los 19
En febrero de 1966 se publicó el Manifiesto de los 19 que denunciaba la supremacía mora en los puestos de responsabilidad y las injusticias contra la población negra en la construcción del Estado de Mauritania. Este manifiesto es considerado un precedente del Manifiesto del Negro-Mauritano oprimido publicado en 1986.

## FLAM-Renovación
Tras años de clandestinidad del FLAM y una escisión, en mayo de 2006 se presentó en Nuakchot el FLAM-Renovación una rama autodenominada "moderada" de las Fuerzas de Liberación Africanas de Mauritania recogiendo el espíritu del documento. EL FLAM-Renovación estaba presidido por Bâ Mamadou Moctar, Diagana Boubacar era su portavoz y Hamedine Kane el responsable de relaciones exteriores.